# Venezuelanska košarkaška reprezentacija
Venezuelanska košarkaška reprezentacija predstavlja državu Venezuelu u međunarodnoj muškoj košarci. Osvojila je srebrno odličje na američkom prvenstvu 1992. i brončano 2005. Godine 1992. jedini je put nastupila na olimpijskom turniru i osvojila 11. mjesto. Pobijedili su SAD 2002. godine.

### Postava na košarkaškom SP-u 2006.
Trener Eric Musselman:
| # | Položaj | Ime i prezime     | Nadnevak rođenja | Momčad                  | Visina |
| - | ------- | ----------------- | ---------------- | ----------------------- | ------ |
|   | branič  | David Cubillán    | 1987.            | Trotamundos de Carabobo |        |
|   | branič  | Heissler Guillent | 1986.            | La Guaira BBC           |        |
|   | branič  | Greivis Vásquez   | 1987.            | Memphis Grizzlies       |        |
|   | krilo   | Óscar Torres      | 1976.            | Marinos de Anzoátegui   |        |
|   | krilo   | José Vargas       | 1982.            | Trotamundos de Carabobo |        |
|   | krilo   | Dwight Lewis      | 1987.            | Trotamundos de Carabobo |        |
|   | krilo   | Axier Sucre       | 1978.            | Marinos de Anzoátegui   |        |
|   | krilo   | Héctor Romero     | 1980.            | Indios de Mayagüez      |        |
|   | krilo   | Néstor Colmenares | 1987.            | Cocodrilos de Caracas   |        |
|   | krilo   | Windy Graterol    | 1986.            | Cocodrilos de Caracas   |        |
|   | krilo   | José Bravo        | 1986.            | Gigantes de Guayana     |        |
|   | centar  | Gregory Echenique | 1990.            | Creighton Bluejays      |        |
| - | trener  | Eric Musselman    | ...              |                         |        |